# Estadio Ciudad de los Deportes
 Estadio Azul (hiszp. Niebieski Stadion) - domowy stadion meksykańskiego klubu piłkarskiego Cruz Azul. Dawniej swoje mecze rozgrywała na nim również drużyna Atlante. Znajduje się w mieście Meksyk. Obecnie jest w stanie pomieścić 32 904 kibiców. Do 1990 roku był wykorzystywany również do rozgrywania spotkań futbolu amerykańskiego. Na początku tegoż roku na arenie tej zostało rozegranych kilka spotkań reprezentacji Meksyku. Gdy Meksyk był gospodarzem mistrzostw świata, Estadio Azul nie był brany pod uwagę w ustalaniu listy stadionów, na których będą rozgrywane mecze mundialu, ze względu na swoją wiekową konstrukcję, trudny dojazd i niedostępne parkingi.